# Проценко, Владимир Николаевич
Владимир Николаевич Проценко (литературный псевдоним Владимир Чорномор) (родился 26 января 1954 г.) — украинский писатель (поэт, публицист, прозаик, краевед) член Национального союза писателей, Заслуженный деятель искусств, общественный деятель. Заслуженный деятель искусств Украины (2009).

## Биография
Родился 26 января 1954 года на хуторе Запорожье Ново-Басонского района Черниговской области. Учился в Мариупольской (в то время Ждановской) средней школе № 17, Середовской средней школе и Згуровской школе-интернате для сирот. Предок по отцовской линии, Емельян Проценко, за семейным преданием был Прилуцким полковником во времена освободительной борьбы украинского народа под предводительством Богдана Хмельницкого, его сын Дмитрий - войсковой товарищ Неженского полка, от которых произошел дворянский род.

герб дворянского рода Проценки

Прадед по материнской линии Запорожец Сак Яковлевич о своей памяти оставил название хутора, в котором родился Владимир.
Высшее образование получил в 1997 году на факультете правоведения Харьковского юридического института, среднее-специальное в 1972 году в Ирпенском сельскохозяйственном техникуме бухгалтерского учёта, а художественной графики у Заочном народном университете искусств. Наставник, композитор Скороход Константин Павлович, с 1971 года был художественным руководителем студенческого ансамбля и хора Ирпенского техникума, открыл перспективу зрелого творчества и знакомства с выдающимися представителями литературы и искусства, поэтом-песенником Алексеем Новицким, композитором Александром Билашом.
С 1974 по 2000 год на службе в органах внутренних дел. Ветеран МВД. По совместительству преподавал в Тарасовский общеобразовательной школе I—III ступеней Киево-Святошинского района. Избирался депутатом Киево-Квятошинського районного Совета и Тарасовского сельского Совета. Основатель Севастопольско-Черноморского Коша Международной Ассоциации «Казачество».
С 2003 года председатель Севастопольского городского объединения Всеукраинского общества «Просвита» им. Тараса Шевченко.
С 2009 года член Национального Союза писателей Украины. Печатается под литературным псевдонимом Владимир Чорномор. Главный редактор газеты «Дзвин Севастополя».

## Творчество
Опубликовал более 40 творческих работ. Представил на телевидении и радио сборники стихов и прозы: «Ой, не тужи», «Дыхание вечности», «Энергия земли», «Казацкая Рада», «Любовь — вечный двигатель жизни», «Исповедь черноморской птицы», «Слова аистовые для малышей», повести «Повстанческий Крым», «Азаровщина», «Эхо казацкого генезиса». Выданы сборники его песен «Севастополю» и «Песня над морем», а также ряд исторических книг-очерков: «Тенета Крымской войны», «Тайны Георгиевского монастыря», «Древние истоки села Тарасовка» и «Вита — Почтовая». Редакция «Слово Просвиты» презентовала подборку его публицистических статей «Письма из Севастополя». Более 30 поэтических произведений положены на музыку, стали победителями многих фестивалей и конкурсов. Созданные видеоклипы «Украинский вечера» и «Севастополь — капитан», транслируемые телерадиокомпаниями. Перу Владимира принадлежат работы о Т. Шевченко, И. Франко, Л.Украинки и севастопольских писателей Дмитрии Витюк и Валька Кравченко. Исследует период национально-освободительной борьбы 1941—1945 годов в Крыму. Лауреат литературных премий: всеукраинской акции «Золотое перо Украины», премии Военно-Морских Сил имени Ярослава Окуневского, литературной премии імени Степана Руданского, международной литературной премии имени Ивана Багряного.

## Награды
Он награждён 26-ю государственными и ведомственными орденами и медалями. Среди них:
- Заслуженный деятель искусств Украины, Указ Президента Украины № 420 — 05.06.2009 г
- Орден Святого Равноапостольного князя Владимира Великого III степени. Указ Патриарха № 2593 — 10.09.2010 г.
- Орден Покрова Пресвятой Богородицы № 008
- Медаль «За весомый вклад в развитие украинской литературы и драматургии» № 022,
- Медаль «За содействие Вооруженным Силам Украины». Приказ МО № 455—2008 г.
- Медаль «Строитель Украины» № 402
- Медаль «Ветеран МВД Украины»,
- Памятный знак «За заслуги перед Военно-Морскими Силами Украины»,
- Золотая Звезда — Герой Казачества Украины № 017 и другие.